# St. Patricius (Wettenhausen)

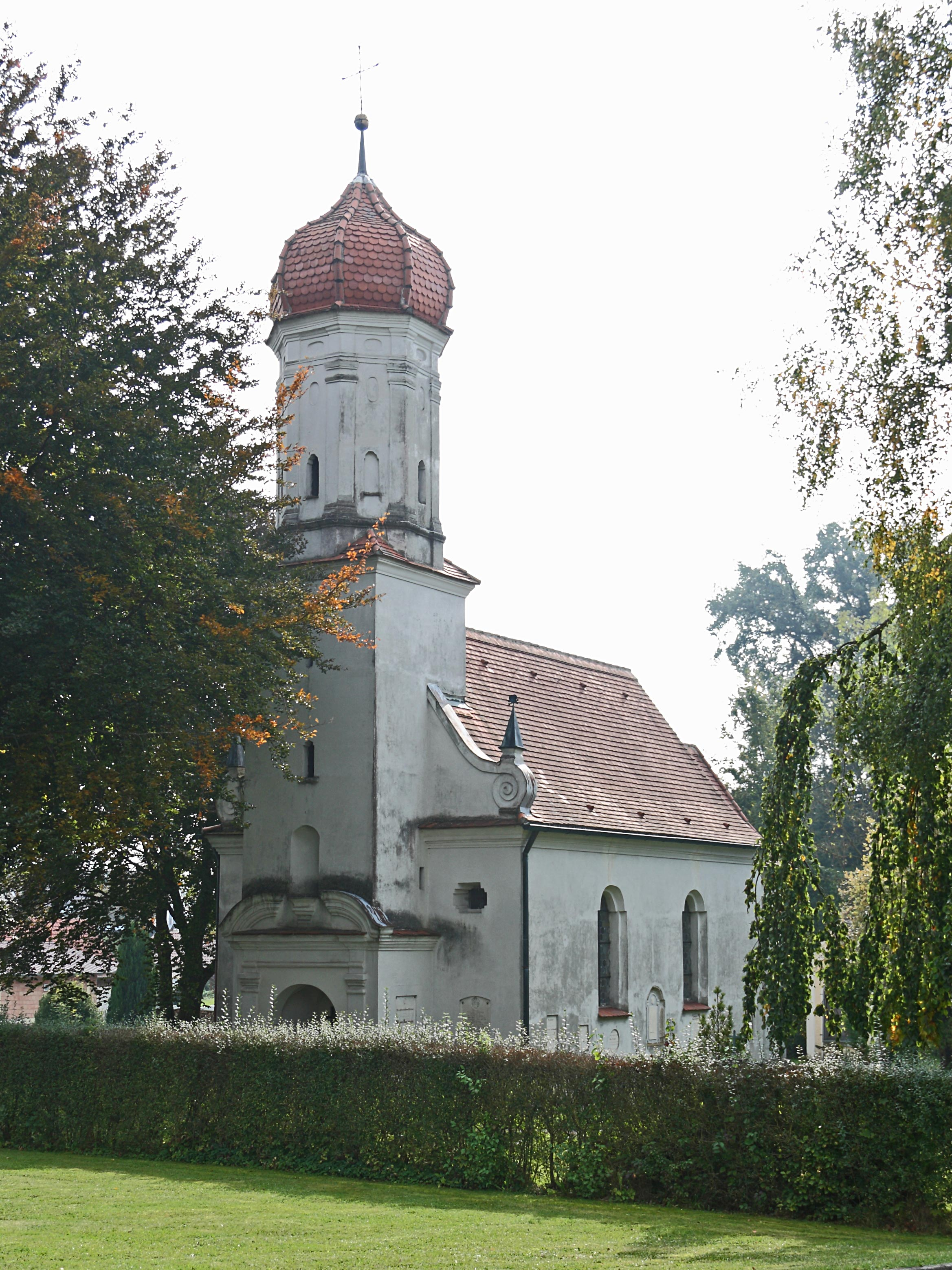
St. Patricius in Wettenhausen

Die römisch-katholische Friedhofskirche St. Patricius steht auf dem ehemaligen Friedhof von Wettenhausen, einem Gemeindeteil von Kammeltal im schwäbischen Landkreis Günzburg in Bayern. Das Bauwerk ist in der Liste der Baudenkmäler in Kammeltal als Baudenkmal unter der Nr. D-7-74-145-29 eingetragen.

## Beschreibung
Die Saalkirche wurde 1713 auf dem inzwischen stillgelegten Friedhof erbaut. Sie besteht aus einem Langhaus, einem eingezogenen, dreiseitig geschlossenen Chor im Südosten und einem Kirchturm auf quadratischem Grundriss, der halb in der mit einem Volutengiebel bedeckten Fassade im Nordwesten eingestellt ist. Auf dem Portal im Kirchturm befindet sich ein Sprenggiebel. Sein Obergeschoss mit Pilastern an den acht Ecken ist mit einer Zwiebelhaube bedeckt. Der Innenraum des Langhauses ist mit einer Flachdecke überspannt. Der Stuck besteht aus Bandelwerk. Die Deckenmalerei im Chor von 1714 zeigt die Bilderverehrung der Trinität von Cosmas Damian Asam. Auf dem Altarretabel des Altars wurde um 1720 Johannes Nepomuk dargestellt.